# William Still
William Still, detto Will (Braine-l'Alleud, 14 ottobre 1992), è un allenatore di calcio belga di origini inglesi, tecnico del Southampton.

## Caratteristiche Tecniche
Pratica un calcio prettamente offensivo adattandosi alla disposizione della squadra avversaria in campo, utilizza quindi sia il 4-3-3 che il 4-4-2. Il suo punto cardine è quello del dominio sull'avversario dando un'attenzione quasi maniacale al possesso palla, soprattutto nelle zone centrali del campo e sfruttando quindi la qualità dei centrocampisti. Adotta un pressing asfissiante ed intenso, le sue squadre talvolta risultano scoperte data l'altezza con la quale vanno a pressare, col tempo ha saputo migliorare questa lacuna facendo scalare un solo difensore per creare superiorità numerica, con l'altro centrale che quindi rimane più arretrato, le sue ripartenze quindi risultano veloci ed immediate. Si è distinto, in particolare come da lui dichiarato durante il periodo in Belgio per lo studio dei giocatori tramite Football Manager, gioco utilizzato anche per lo studio delle tattiche e che ha esaltato il suo approccio moderno al calcio.

## Biografia
Nato in Belgio da una famiglia di origini inglesi, ha frequentato una scuola anglo-francofona nel Brabante Vallone. Ha due fratelli, Nicolas e Edward, quest'ultimo anch'egli allenatore. È un grande appassionato del videogioco Football Manager.

## Carriera

### Club

#### Gli inizi
Ha intrapreso la carriera di allenatore all'età di diciannove anni, quando era iscritto alla University of Central Lancashire, trascorrendo una stagione alla guida del settore giovanile del Preston North End. Negli anni successivi è stato parte dello staff tecnico di diverse squadre belghe, tra le quali Lierse e Standard Liegi; tuttavia non è mai stato ufficialmente registrato nei documenti della lega poiché sprovvisto del patentino UEFA.
Il 19 gennaio 2021 è diventato allenatore del Beerschot VA per sostituire Hernán Losada, che nel frattempo si era trasferito al D.C. United; ha mantenuto l'incarico fino al termine della stagione, portando la squadra alla salvezza.

#### Stade Reims
Ad ottobre 2022 viene nominato tecnico dello Stade Reims, al posto dell'esonerato Óscar, con la squadra al 15º posto in Ligue 1. A causa della mancanza di una licenza UEFA Pro, il Reims è stato multato di 25 mila euro per ogni partita con lui come allenatore, fino a quando non ha iniziato un corso mensile presso il National Football Center vicino a Bruxelles. Nel corso della stagione ottiene una striscia positiva di ben 16 partite senza sconfitte (la migliore di tutti i maggiori campionati europei), che portano il Reims a lottare per un posto nelle coppe europee, ma il campionato verrà chiuso all'11º posto.
Rimasto alla guida de Les rouges et blancs anche per la stagione seguente, il 2 maggio 2024 risolve di comune accordo il contratto con il club francese, lasciando la squadra (a 3 giornate dalla fine del campionato) al 10º posto in classifica e aritmeticamente salva.

#### Lens
Il 19 giugno 2024 viene ingaggiato dal Lens, con cui firma un triennale. Il 18 maggio, dopo aver concluso l'annata all'ottavo posto in Ligue 1, annuncia la separazione dal club francese.

#### Southampton
Il 25 maggio viene nominato nuovo tecnico del Southampton, con cui firma un contratto triennale.

## Statistiche

### Statistiche da allenatore
Statistiche aggiornate al 17 maggio 2025.
| Stagione           | Squadra            | Campionato         | Campionato | Campionato | Campionato | Campionato | Coppe nazionali | Coppe nazionali | Coppe nazionali | Coppe nazionali | Coppe nazionali | Coppe continentali | Coppe continentali | Coppe continentali | Coppe continentali | Coppe continentali | Altre coppe | Altre coppe | Altre coppe | Altre coppe | Altre coppe | Totale | Totale | Totale | Totale | % Vittorie | Piazzamento |
| Stagione           | Squadra            | Comp               | G          | V          | N          | P          | Comp            | G               | V               | N               | P               | Comp               | G                  | V                  | N                  | P                  | Comp        | G           | V           | N           | P           | G      | V      | N      | P      | %          | Piazzamento |
| ------------------ | ------------------ | ------------------ | ---------- | ---------- | ---------- | ---------- | --------------- | --------------- | --------------- | --------------- | --------------- | ------------------ | ------------------ | ------------------ | ------------------ | ------------------ | ----------- | ----------- | ----------- | ----------- | ----------- | ------ | ------ | ------ | ------ | ---------- | ----------- |
| ott.-dic. 2017     | Lierse             | 1B                 | 9          | 7          | 1          | 1          | CB              | -               | -               | -               | -               | -                  | -                  | -                  | -                  | -                  | -           | -           | -           | -           | -           | 9      | 7      | 1      | 1      | 77,78      | Interim     |
| gen.-giu. 2021     | Beerschot VA       | JPL                | 13         | 5          | 2          | 6          | CB              | 2               | 1               | 0               | 1               | -                  | -                  | -                  | -                  | -                  | -           | -           | -           | -           | -           | 15     | 6      | 2      | 7      | 40,00      | Sub. 9°     |
| ott. 2022-2023     | Stade Reims        | L1                 | 28         | 11         | 10         | 7          | CF              | 3               | 2               | 0               | 1               | -                  | -                  | -                  | -                  | -                  | -           | -           | -           | -           | -           | 31     | 13     | 10     | 8      | 41,94      | Sub. 11°    |
| 2023-mag. 2024     | Stade Reims        | L1                 | 31         | 11         | 7          | 13         | CF              | 2               | 1               | 0               | 1               | -                  | -                  | -                  | -                  | -                  | -           | -           | -           | -           | -           | 33     | 12     | 7      | 14     | 36,36      | Risoluz.    |
| Totale Stade Reims | Totale Stade Reims | Totale Stade Reims | 59         | 22         | 17         | 20         |                 | 5               | 3               | 0               | 2               |                    | -                  | -                  | -                  | -                  |             | -           | -           | -           | -           | 64     | 25     | 17     | 22     | 39,06      |             |
| 2024-2025          | Lens               | L1                 | 34         | 15         | 7          | 12         | CF              | 1               | 0               | 1               | 0               | UECL               | 2                  | 1                  | 0                  | 1                  | -           | -           | -           | -           | -           | 37     | 16     | 8      | 13     | 43,24      | 8°          |
| 2025-2026          | Southampton        | FLC                | 0          | 0          | 0          | 0          | FACup+CdL       | 0+0             | 0+0             | 0+0             | 0+0             | -                  | -                  | -                  | -                  | -                  | -           | -           | -           | -           | -           | 0      | 0      | 0      | 0      | —          | in corso    |
| Totale carriera    | Totale carriera    | Totale carriera    | 115        | 49         | 27         | 39         |                 | 8               | 4               | 1               | 3               |                    | 2                  | 1                  | 0                  | 1                  |             | -           | -           | -           | -           | 125    | 54     | 28     | 43     | 43,20      |             |